# (32197) 2000 OV
2000 OV (asteroide 32197) é um asteroide da cintura principal. Possui uma excentricidade de 0.12825760 e uma inclinação de 4.36230º.
Este asteroide foi descoberto no dia 24 de julho de 2000 por John Broughton em Reedy Creek.